# Historia de Hamburgo
La historia de Hamburgo comienza con su fundación en el siglo IX como el asentamiento de una misión para convertir a los sajones. Desde la Edad Media Hamburgo fue un importante centro comercial europeo. La conveniente ubicación del puerto y su independencia como una ciudad y estado durante siglos fortalecieron esta posición.
La ciudad formó parte de la medieval liga hanseática y una ciudad libre imperial del Sacro Imperio Romano Germánico. Desde 1815 hasta 1866 Hamburgo fue un estado independiente y soberano de la Confederación Germánica, luego la Confederación Alemana del Norte (1866-71), el Imperio alemán (1871-1918) y durante el período de la República de Weimar (1918-33). En la Alemania nazi, Hamburgo fue una ciudad-estado y un Gau desde 1934 hasta 1945. Después de la Segunda Guerra Mundial, Hamburgo estuvo en la zona de ocupación británica y se convirtió en un estado de la Alemania Occidental (desde 1949).

## Edad Media

### Primeros pasos hasta 1189

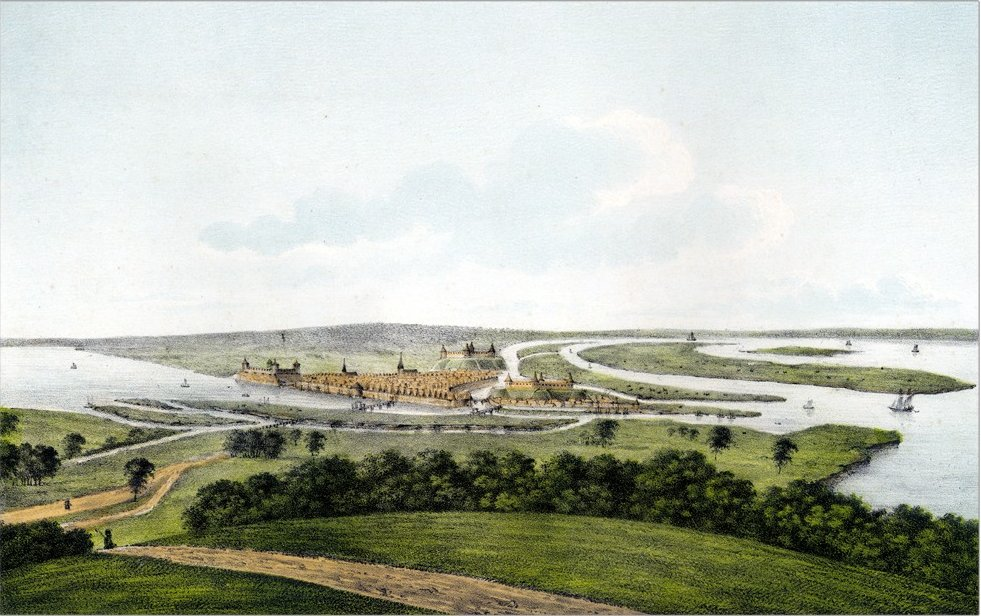
Hamburgo en 1150, una representación del.

Los primeros asentamientos en la zona debieron ser una sociedad de cazadores recolectores a finales del Paleolítico superior y Neolítico. Están documentados varios documentos arqueológicos en las zonas de Wellingsbüttel, Meiendorf y Rahlstedt desde el 20000 al 8000 a. C. En 4000 a. C. hubo los primeros asentamientos documentados en la zona de Fischbeker Heide. La cultura de los cazadores se llama cultura de Hamburgo.
Los orígenes de Hamburgo se remontan al año 808 d. C., en el que Carlomagno mandó construir el castillo Hammaburg, como defensa contra las intromisiones de eslavos y vikingos, vigilando la zona al norte del río Elba. Más tarde el hijo de Carlomagno, Luis construyó este castillo en la antigua ruta comercial desde Hedeby en el norte hasta Magdeburgo y Bardowick en 810. El 25 de diciembre de 831, Ansgar (Óscar) fue consagrado como arzobispo de Hammaburg. Ansgar pasó a ser conocido más tarde como "el apóstol del norte". En el año 834, Hamburgo fue designada la sede de un obispado católico. Ebbo, arzobispo de Reims pretendió haber edificado un baptisterio en una pequeña localidad en esta zona y dicho pueblo recibió su nombre, Ebbodorp, Eppendorp o Eppendorf.
Hamburgo fue destruida y ocupada en varias ocasiones. En el 845, una flota de 600 barcos vikingos llegó por el río Elba hasta Hamburgo y la destruyeron. En ese momento era una ciudad de alrededor de 500 habitantes. Dos años más tarde, Hamburgo fue unida con Bremen como obispado de Hamburgo-Bremen. En 880 Hamburgo fue destruida de nuevo esta vez por soldados eslavos y daneses. El papa Benedicto V fue depuesto y llevado a Hamburgo en 964. Murió en 965 y fue enterrado en la catedral de Santa María. Debido a su situación privilegiada, fueron asentándose en Hamburgo numerosos habitantes, que se dedicaron mayoritariamente al comercio y a la pesca.
En 983, la ciudad fue destruida por el rey Mistivoi de los abodritas. En el 1030, la ciudad fue incendiada por el rey Miecislao II de Polonia. En 1050 Hamburgo estaba formada por cuatro castillos, el castillo obispal también conocido como Bischofsturm fue construido alrededor del año 1037 por Bezelin. El Wiedenburg fue construido en 1043 por Adalberto. El Alsterburg lo edificó el duque Bernardo II de Sajonia en 1045 y el nuevo castillo edificado en 1050. Después de nuevos ataques abodritas en 1066 el obispo Adalberto permanentemente trasladado a Bremen.
En 1188 Hamburgo adoptó la ley de Lübeck (Lübsches Recht), un código de derechos sustituido en algunas zonas en 1900 por el código civil de Alemania (Bürgerliches Gesetzbuch), aunque se ha discutido si la ley en Hamburgo se originó a partir de la ley propia.[cita requerida]

### De 1189 a 1529

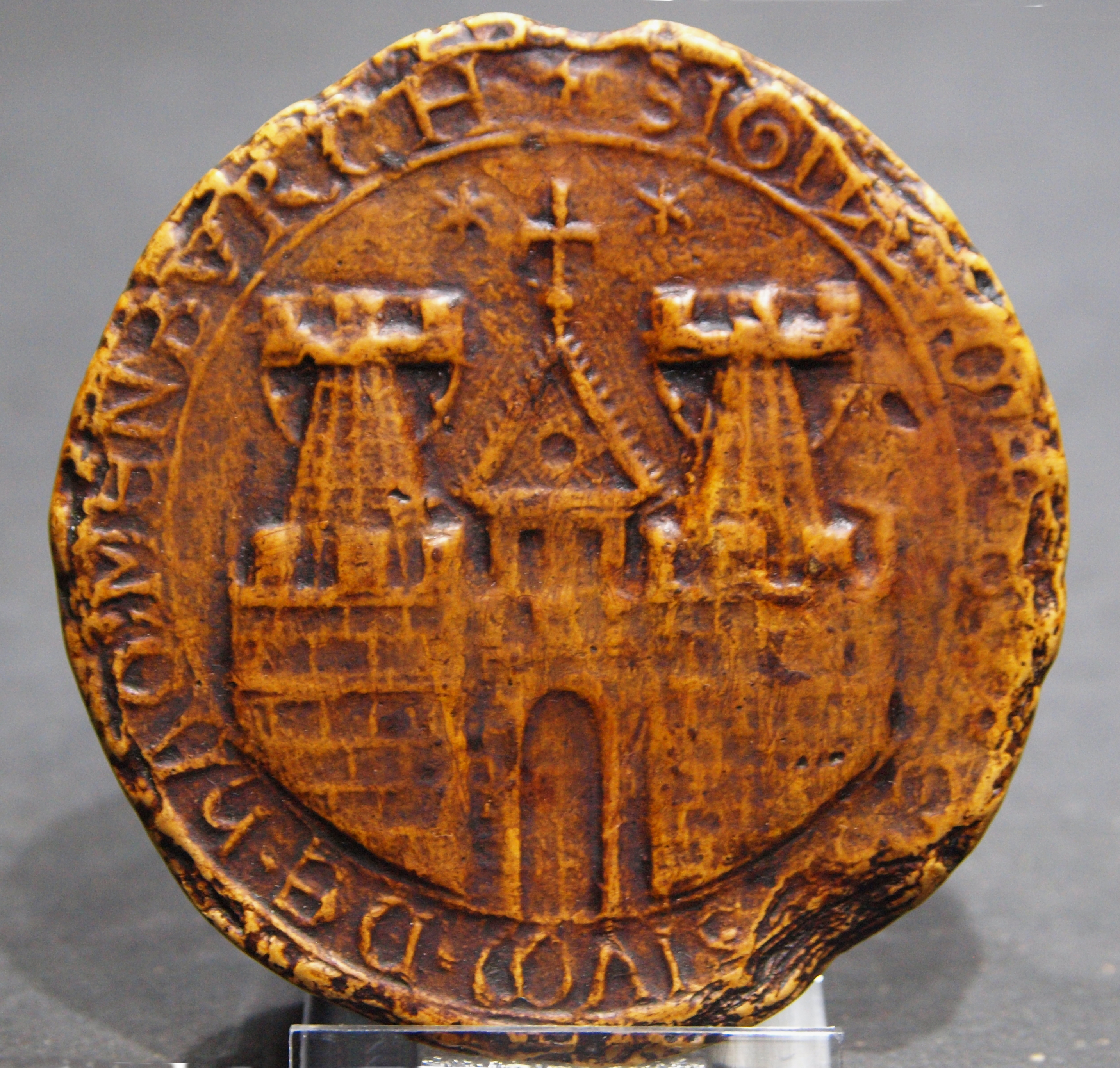
Sello de 1241 (réplica)

En 1189 Federico I Barbarroja concedió a Hamburgo la carta de condición de Ciudad Imperial Libre y el acceso libre de impuestos hasta el Bajo Elba y el Mar del Norte, el derecho a pescar, talar árboles y la libertad de servicio militar. La carta fue otorgada verbalmente por el apoyo de Hamburgo a las cruzadas de Federico, y en 1265 una carta, con toda probabilidad falsificada, fue presentada al (o por) el Rath de Hamburgo. Esta carta, junto con la proximidad de Hamburgo a las principales rutas comerciales del Mar del Norte y Mar Báltico, permitió a la ciudad ser un importante puerto del norte de Europa. 
En 1190 la antigua ciudad del obispo y la nueva ciudad del conde crearon un consejo noble (Rath). Valdemar II de Dinamarca asaltó y ocupó la ciudad en 1201 y en 1214 Federico II Hohenstaufen abandonó toda pretensión de propiedad al norte del Elba. Hamburgo fue controlada por Dinamarca. El gobernador danés unió las partes nueva y vieja de Hamburgo bajo una sola ley, el ayuntamiento y la corte. Una serie de derrotas danesas que culminaron en la batalla de Bornhöved el 22 de julio de 1227 cimentó la pérdida de los territorios que los daneses tenían en la Alemania del norte y también liberó Hamburgo. Hamburgo se sometió a Adolfo IV de Holstein. Desde 1230 se construyó una nueva fortificación. Su plan y sus nombres pueden encontrarse en 2008, por ejemplo, Millerntor-Stadion, que recibió esta denominación por la puerta occidental de la ciudad Mildradistor o Mildertor, y el parque Planten un Blomen, edificado sobre la vieja fortificación.
Su alianza comercial con Lübeck en 1241 marca el origen y esencia de la poderosa Liga Hanseática. Todavía hoy Hamburgo ostenta con orgullo el título de ciudad hanseática. En su escudo puede aún verse el castillo Hammerburg con las puertas cerradas, lo cual simboliza la soberanía de la ciudad de Hamburgo.
En 1264 el senado de Hamburgo aprobó una ley para proteger a los cisnes de la ciudad. Se preveían graves castigos si se mataba a golpes a un cisne, se los insultaba o se comían. Una creencia popular (augurio) es que Hamburgo será libre y hanseática mientras los cisnes vivan en el río Alster. La primera descripción de los derechos civiles, el derecho penal y procesal para una ciudad en Alemania en idioma alemán, la Ordeelbook (Ordeel: "sentencia") fue escrita por el abogado del Senado Jordan von Boitzenburg en 1270.
El 5 de agosto de 1284 un gran incendio destruyó todo Hamburgo, salvo una casa residencial. En 1350 la peste negra, una de las pandemias más mortíferas de la historia de la humanidad, llegó a Hamburgo matando a más de 6000 personas, la mitad de la población. El 10 de agosto de 1410 causó conmoción civil, un compromiso (en alemán: Rezeß, literalmente 'retirada'). Es considerada como la primera constitución de la ciudad de Hamburgo.

### Liga hanseática

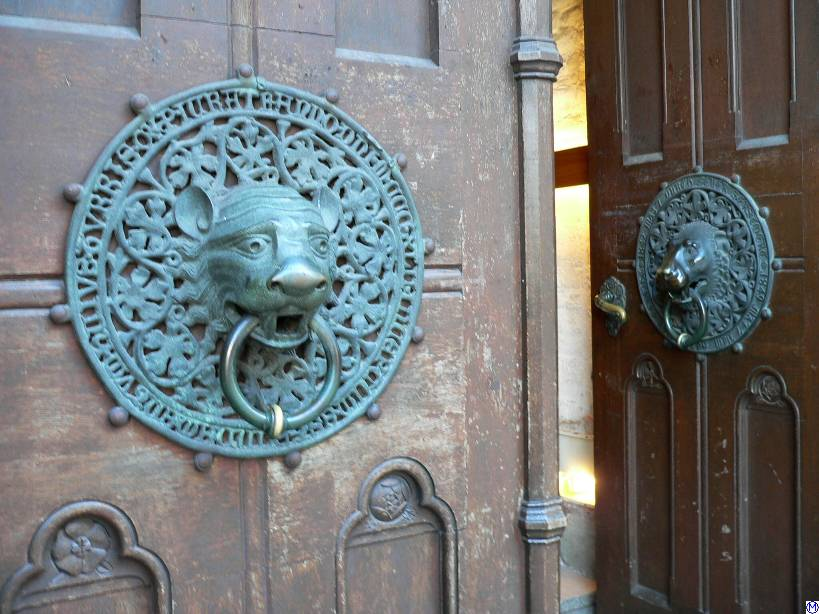
Llamadores de puerta con cabeza de león de la Hauptkirche St. Petri datan de finales de los años 1300.

Dos contratos con Lübeck en 1241 marcan el origen y el núcleo de la poderosa Liga hanseática de ciudades comerciales. El primer contrato afirmó que ambas ciudades defenderían su libertad y sus privilegios juntos. El segundo contrato afirmó que la carretera entre las dos ciudades se aseguraría contra bandidos y que los emigrados deportados no encontrarían refugio en la otra ciudad. En 1264 la ruta este-oeste por comercio fue empedrado en Hamburgo. Era la tercera carretera empedrada en el norte de Europa y se la llamó Steinstraße, que es aún el nombre de una calle en Hamburgo.
El 8 de noviembre de 1266 un contrato entre Enrique III y los comerciantes de Hamburgo les permitió establecer una hanse en Londres. Esta era la primera vez en la historia que la palabra hanse se mencionó para el gremio comercial hanseático. En mayo de 1368, durante la guerra danesa-hanseática una flota de 37 barcos y 2000 hombres armados, incluyendo dos cocas y 200 hombres de Hamburgo, conquistaron Copenhague y la arrasaron hasta sus cimientos. El principal artículo de exportación de Hamburgo era la cerveza. En 1377 una nueva moneda, el Mark, fue establecida por la Wendischer Münzverein (asociación de moneda wenda). Las ciudades de Hamburgo, Lübeck, Luneburgo, Wismar y Rostock formaron esta asociación. Tres toneladas de cerveza costaban un marco. En esa época la población de Hamburgo ascendía a 14 000 personas. Hamburgo era la tercera ciudad más grande en la Liga hanseática más extendida (después de Lübeck y Colonia) y la segunda de la Hansa tradicional y de las ciudades wendas. El 21 de octubre de 1401 el pirata Klaus Störtebeker fue ejecutado en Hamburgo, aunque a menudo los piratas eran arrojados por la borda para que se ahogaran o decapitados poco después de su captura.
La ciudad fue un actor importante en la guerra entre la Liga Hanseática y la Unión de Kalmar (1426-1435). En el marco de esta guerra, en 1433 Simón de Utrecht derrotó a los corsarios y conquistó Emden. Bremen, asolada por los Hermanos de las vituallas, empezó una guerra de captura de buques contra Hamburgo, Lübeck, Luneburgo y los Países Bajos en 1438. Los Países Bajos, en particular Holanda, comenzaría ese año una guerra contra la Hansa, incluida Hamburgo, por el control del comercio en el Báltico.

### Primera constitución

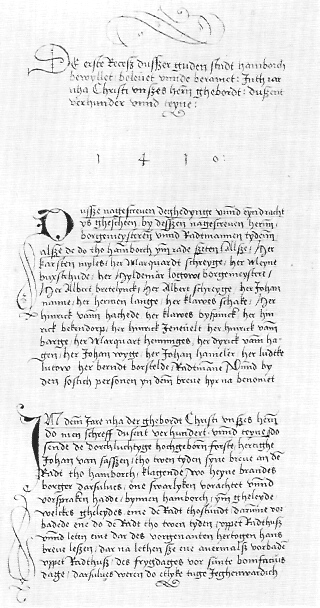
El primer Rezeß de 1410.

La primera constitución de Hamburgo fue establecida el 10 de agosto de 1410. Una conmoción civil obligó a un compromiso (en alemán, Rezeß, que significa literalmente: retiro).
El Hein Brandt ciudadano se había reunido con el duque Juan IV de Sajonia-Lauemburgo, quien debía dinero a Brandt. Brandt reprendió al duque y lo insultó. El duque se quejó al senado. El senado citó a Brandt, que confesó y fue arrestado. Esto causó indignación y los ciudadanos formaron un consejo. En esta época el senado estaba formado por los ciudadanos más ricos, no elegidos y el senado no necesitaba dar cuenta de sus decisiones. La situación en Hamburgo era inestable debido a que en 1408 miembros del senado de Lübeck habían encontrado asilo en Hamburgo, después fueron expulsados por los ciudadanos de Lübeck.
El consejo formado por los sesenta (en alemán: der Sechzigerrat) exigió que se liberara a Brandt y entraron en negociaciones. El alcalde Kersten Miles y el senado liberaron a Brandt y estuvieron conformes, después de cuatro días de negociaciones, en un compromiso de veinte puntos. Algunos de ellos eran:
- Artículo 1. Ningún ciudadano, pobre o rico, podría ser arrestado sin una audiencia en el senado o la corte.
- Artículo 6. El senado no puede empezar una guerra sin audiencia de los ciudadanos.
- Artículo 10. El senado no puede otorgar salvoconductos a una persona que tenga deudas con un ciudadano de Hamburgo.
- Artículo 13. En caso de disputas entre el senado y los ciudadanos, estas disputas tenían que corregirse inmediatamente y no podían retrasarla los juristas.
- Artículo 15. Los funcionarios desleales tenían que ser despedidos.[16]

Está considerada la primera constitución de Hamburgo.

## Edad Moderna

### La ley de la iglesia luterana y sus consecuencias

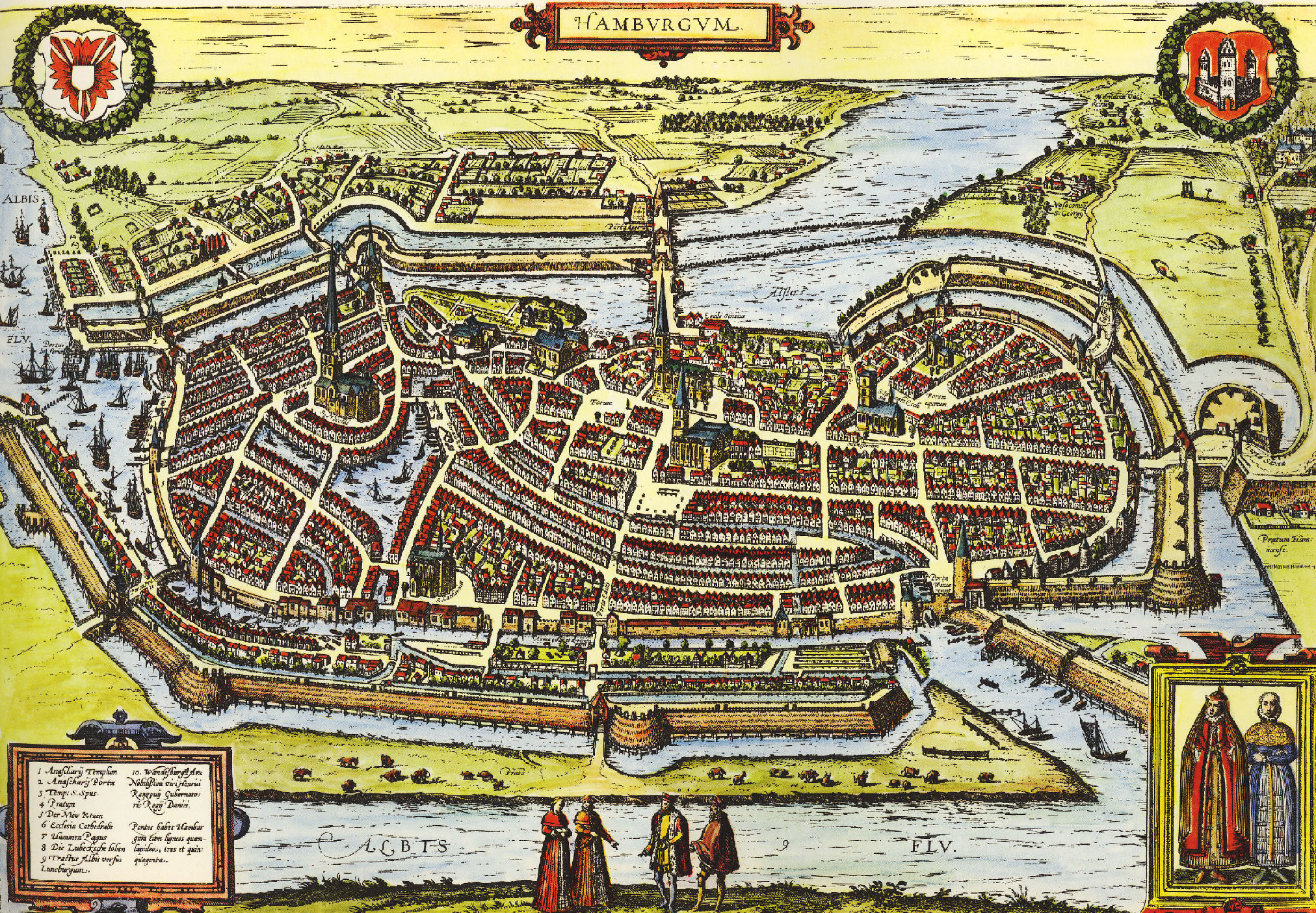
Hamburgo por Georg Braun y Franz Hogenberg (entre 1572 y 1618)

El 15 de mayo de 1529 la ciudad abrazó el luteranismo. El senado de Hamburgo había pedido a Martín Lutero que enviara a su amigo y colega Johannes Bugenhagen para que creara una nueva regularidad eclesiástica. La obra de Bugenhagen creó una iglesia estatal para Hamburgo. El servicio se celebraba en bajo alemán y las parroquias elegían a sus propios pastores. No hubo iconoclastas en Hamburgo posiblemente debido a Johannes Aepinus, el nuevo pastor de St. Petri, quien afirmó que las estatuas de falsos dioses e imágenes mentirosas tenían que eliminarse de las iglesias inmediatamente. Las cogió y las almacenó, de manera que así sobrevivieron altares del Maestro Bertram y otros, y están hoy en los museos de la ciudad. Al mismo tiempo, el 24 de febrero, el largo compromiso (en alemán, Langer Rezeß) reorganizó el sistema político. El senado, ahora formado por 24 concejales, ostentaba la autoridad ejecutiva y judicial. Pero sin el consejo de los ciudadanos, no podían aprobarse leyes. Los consejos se elegían por cuatro parroquias. Las parroquias ahora eran también divisiones administrativas de la ciudad. En mayo de 1531 el capítulo catedralicio cerró la Catedral de Hamburgo, sólo se reabrió como una protocatedral luterana en 1540. Los católicos perdieron su ciudadanía y fueron obligados a abandonar la ciudad, aunque los católicos que quedaron pudieron practicar su religión en los pequeños capítulos de las misiones diplomáticas del Sacro Imperio Romano Germánico. No fue hasta 1785 que el senado reconoció una pequeña comunidad.
En 1558 se fundó la bolsa de Hamburgo. En 1567 Hamburgo pidió a un grupo de comerciantes ingleses que se asentaran en la ciudad. Esto estaba en conflicto con las reglas de la liga hanseática, pero Hamburgo usó los impuestos para disminuir la deuda pública. La causa de esta deuda fue la contribución de Hamburgo a la guerra de Esmalcalda (1546-1552) entre los duques luteranos y las ciudades y el emperador.

### SiglosXVIIyXVIII

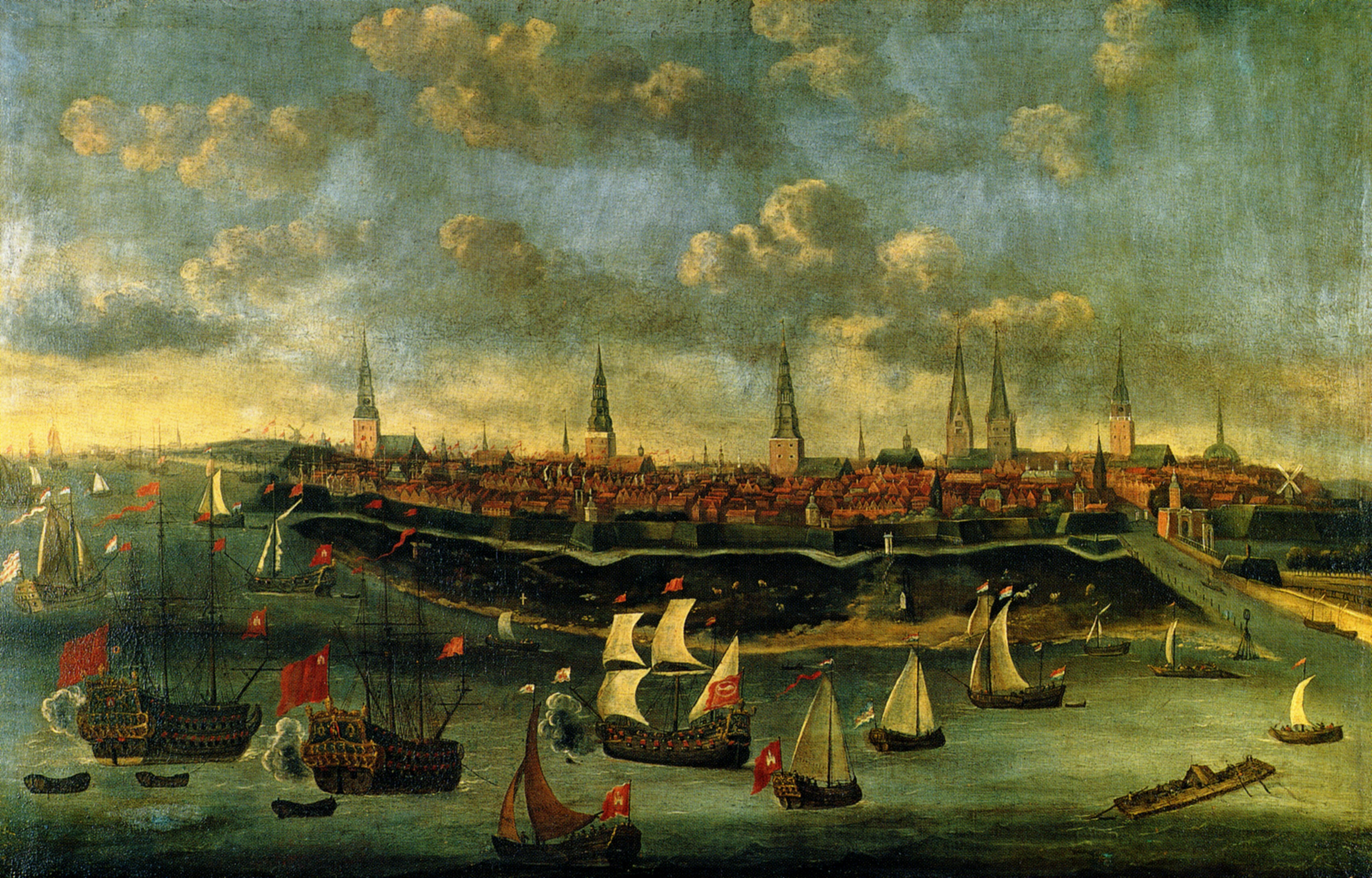
Hamburgo en 1680

Cuando el Senado encargó a Jan van Valckenborgh la construcción de una segunda capa a las fortificaciones de la ciudad para protegerse contra la guerra de los Treinta Años (1618-1648), Hamburgo fue también ampliada por la recientemente creada "Ciudad nueva" (Neustadt). Algunos de los nombres de estas calles aún datan del sistema de red de carreteras que él introdujo.
A finales de los años 1580, llegaron los primeros judíos sefardíes —huyendo de Portugal— y construyeron una comunidad judía portuguesa en Hamburgo. En 1610, listas oficiales del senado contaron alrededor de 100 familias judías. Teólogos luteranos predicaron contra ellos, especialmente las "escuelas de Satán"—refiriéndose a las sinagogas—y en 1611 el senado tuvo que pedir su opinión a las facultades teológicas luteranas de Jena y Fráncfort. Las facultades contestaron al senado que los judíos debían ser tolerados en la ciudad como extranjeros. Se les concedió la seguridad personal; sin embargo, se produjeron varios asaltos, a menudo motivados por homilías cristianas, contra judíos individuales. A la comunidad no se le permitió practicar su religión públicamente, pero pequeñas habitaciones de oración fueron ignoradas. No fue hasta 1660 cuando se construyó la primera sinagoga pequeña.
En 1712/13, la peste azotó Hamburgo y Altona. La última fue quemada por un ejército sueco que pasaba por allí; los adversarios de Suecia se vengaron quemando Wolgast en la Pomerania sueca.
En 1762 la ciudad fue brevemente ocupada por fuerzas danesas que intentaba recaudar dinero para luchar en la próxima guerra con Rusia.

## Edad Contemporánea

### SigloXIX

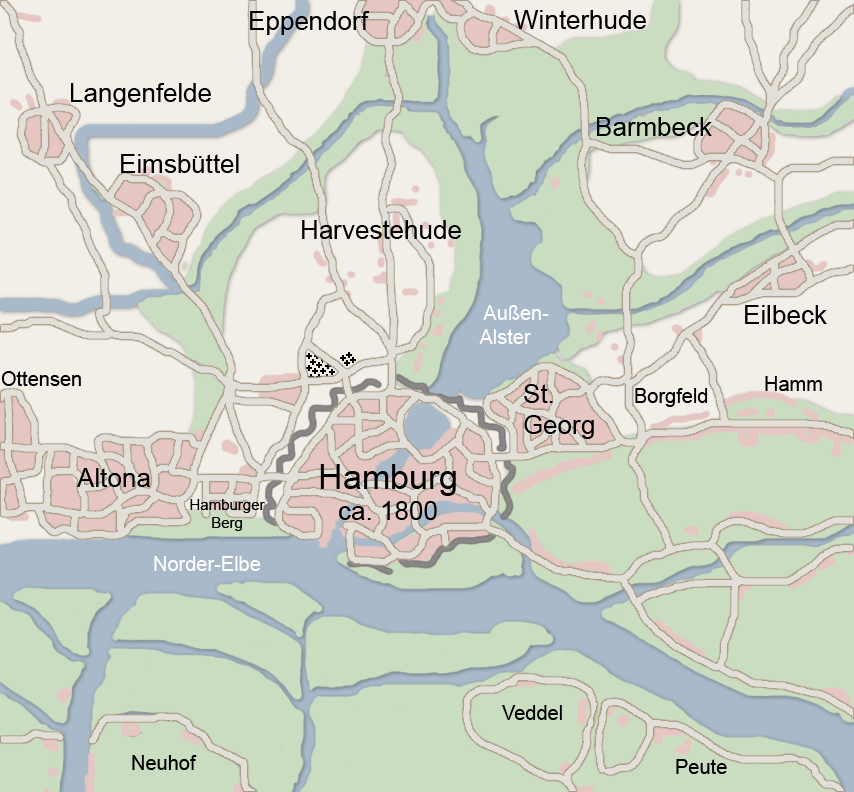
Hamburgo en 1800.

Hamburgo fue brevemente anexionada por Napoleón I (1810-14) como la capital del departamento Bouches-de-l'Elbe, con Amandus Augustus Abendroth como su nuevo alcalde. Hamburgo sufrió mucho durante el bloqueo continental y la última campaña de Napoleón en Alemania pero consiguió reunir dos fuerzas para luchar contra él, la Milicia ciudadana de Hamburgo y la Legión hanseática. La ciudad fue asediada durante más de un año por fuerzas aliadas (principalmente rusos, suecos y alemanes). Las fuerzas rusas del general Bennigsen liberaron la ciudad en 1814.
Hamburgo fue miembro de la Confederación Germánica de 39 estados de 1814 a 1866 y, como los otros Estados miembro, disfrutaba de plena soberanía. Después de periódicas agitaciones políticas´, particularmente en 1848, la ciudad estado autogobernada adoptó una constitución democrática en 1860 que proporcionaba para la elección del senado, el cuerpo gobernante de la ciudad estado, por hombres adultos que pagaban impuestos. Otras innovaciones fueron la separación de poderes, la separación de iglesia y estado, libertad de prensa, de reunión y asociación. Hamburgo se convirtió en un miembro de la Confederación Alemana del Norte (1866-71) y el Imperio alemán (1871-1918) e iba a mantener su estatus de autogobierno durante la República de Weimar (1919-33).
Durante la primera mitad del siglo XIX, una diosa patrona de Hamburgo con nombre en latín Hammonia surgió, sobre todo en las referencias románticas y poéticas, y aunque no tuvo una mitología propia, Hammonia se convirtió en el símbolo del espíritu de la ciudad en esta época.

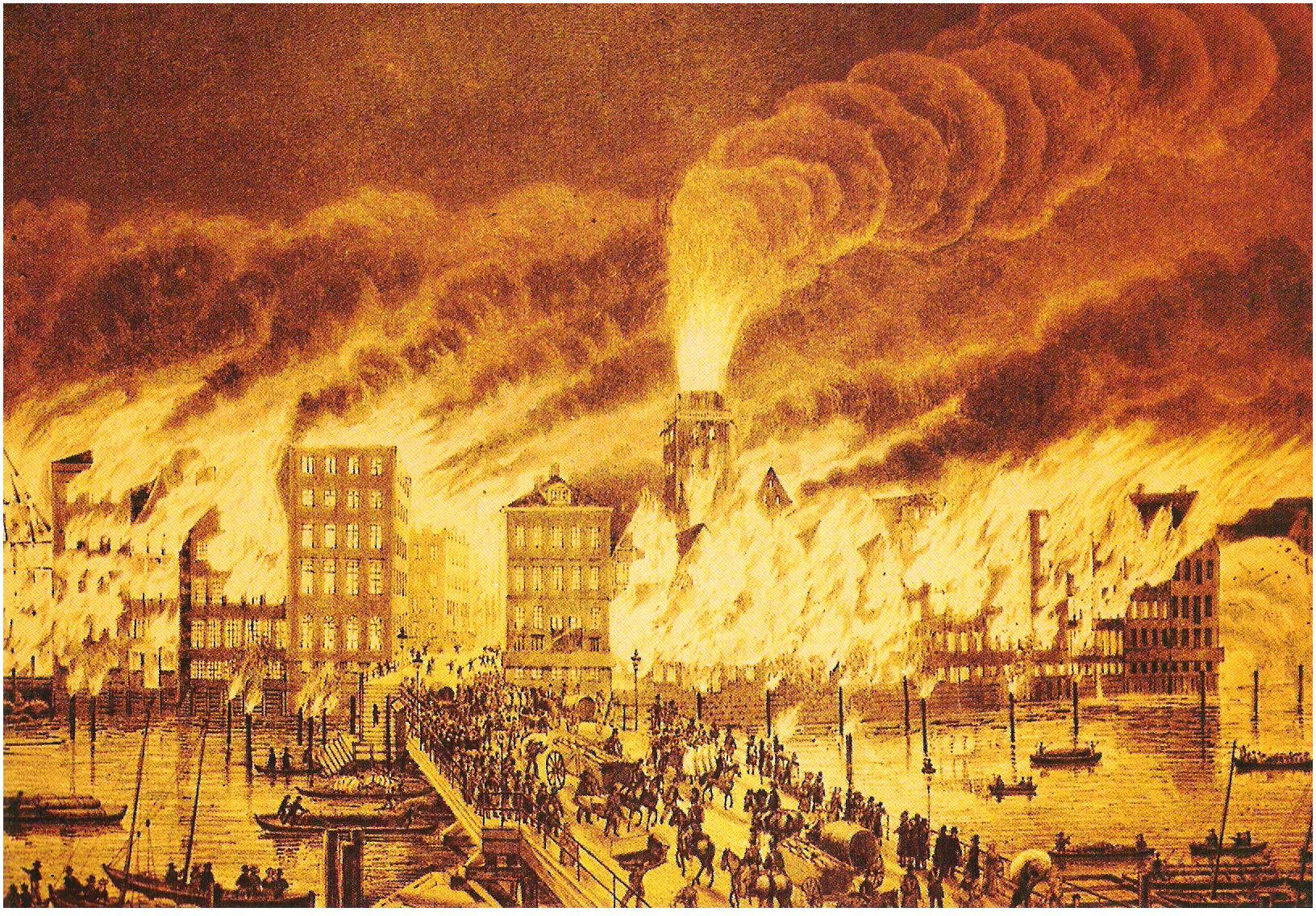
El gran incendio de 1842, por Peter Suhr (1842)

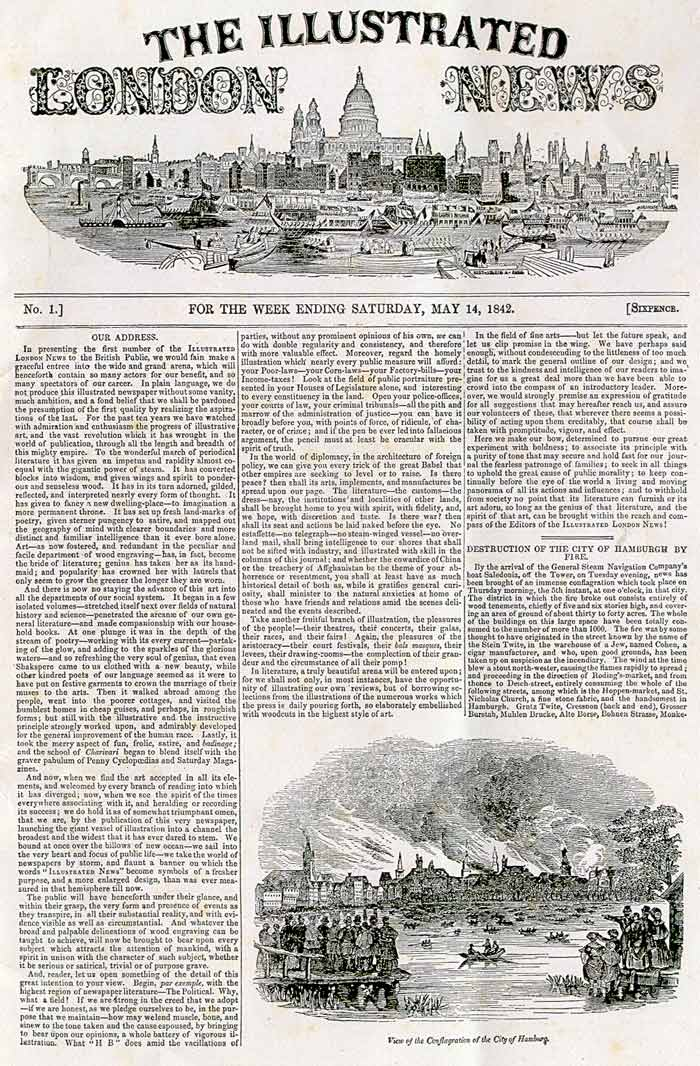
Artículo periodístico del incendio.

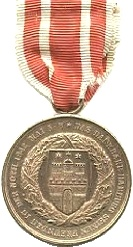
Se emitieron 4858 medallas a los que combatieron el incendio de 1842

En 1842, alrededor de una cuarta parte de la ciudad fue destruida en el «Gran incendio». Este incendio se inició en la noche del 4 de mayo de 1842 y se extinguió el 8 de mayo. Destruyó tres iglesias, el ayuntamiento, y muchos otros edificios, mató a 51 personas, y dejó a unas 20.000 sin hogar. La reconstrucción tardó más de 40 años.

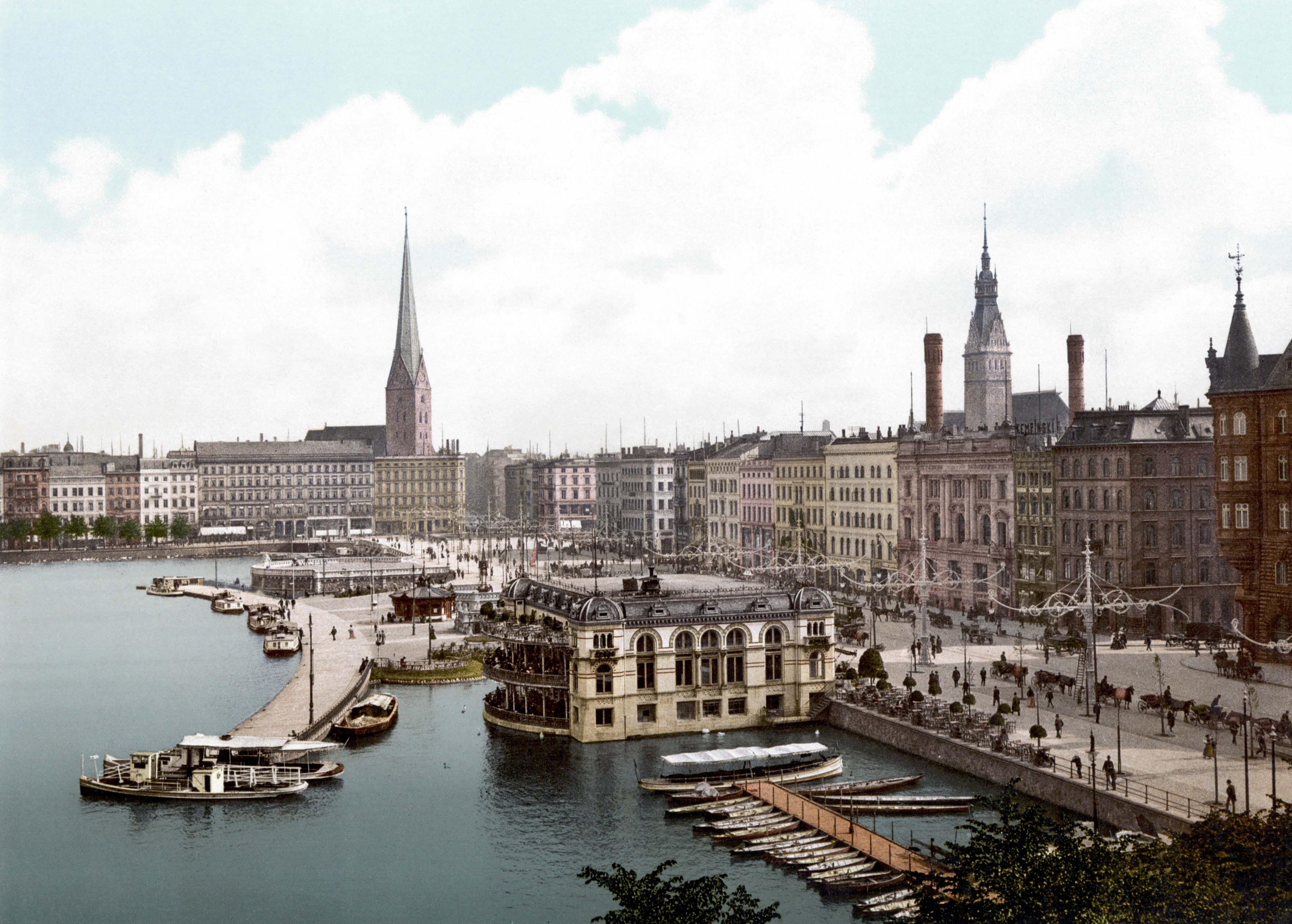
Paseo central de Hamburgo Jungfernstieg sobre el río Alster en 1900.

Hamburgo experimentó su mayor crecimiento durante la segunda mitad del siglo XIX, cuando su población se cuadruplicó a más de 800.000, cuando el crecimiento del comercio atlántico de la ciudad la convirtió en el tercer puerto más grande de Europa.
Un gran estallido de cólera en 1892 fue manejado muy mal por el gobierno de la ciudad, que aún conservaba un alto grado de independencia para una ciudad alemana de su época. Alrededor de 8600 personas murieron en la mayor epidemia alemana de finales del XIX, y la última gran epidemia de cólera en una ciudad importante de Occidente. El abastecimiento de agua de Hamburgo del río Elba no cumplía los estándares modernos, y las autoridades durante mucho tiempo negaron que había una epidemia, ni pusieron en marcha la nueva comprensión de la teoría microbiana de la enfermedad. El gobierno imperial usó el escándalo para reducir en gran medida los poderes de las autoridades ciudadanas.

### SigloXX
Con Albert Ballin como su director, la Hamburg America Line se convirtió en la empresa naviera trasatlántica mayor del mundo a principios del siglo XX, y Hamburgo fue también la sede de compañías navieras hacia Sudamérica, África, la India y Asia oriental. Hamburgo se convirtió en una metrópolis cosmopolita basada en el comercio mundial. Hamburgo era el puerto desde el cual la mayor parte de los alemanes y europeos del este marchaban hacia el Nuevo Mundo y se convirtió en el hogar de comunidades comerciales de todo el mundo (como un pequeño chinatown en Altona, Hamburgo).
En 1903, el primer club organizado del mundo para nudismo social y familiar, Freilichtpark se abrió en Hamburgo. Se encontraba en un lago formado por el río Alster en la parte meridional de la ciudad, junto a una playa para bañarse. Después de la Primera Guerra Mundial Alemania perdió sus colonias y Hamburgo perdió buena parte de sus rutas comerciales.

#### Revolución alemana
El movimiento comunista en Hamburgo llevó a una breve revuelta espartaquista que pronto fue reprimida en 1919.

#### En la Alemania nazi
Hamburgo fue sede del Partido Nacionalsocialista Obrero Alemán, y en esta ciudad juraron muchos jerarcas del régimen, entre ellos Reinhard Heydrich, el 1 de julio de 1931. Después de la toma del poder por el régimen nazi, los poderes administrativos se alteraron significativamente. La Gesetz über den Neuaufbau des Reiches (Ley relativa a la reconstrucción del Reich) (30 de enero de 1934) abandonó el concepto de una república federal. Las instituciones políticas de los Länder fueron prácticamente abolidos, pasando todos los poderes al gobierno central. Los estados constituyentes alemanes fueron reemplazados en 1935 por distritos regionales (en alemán: Gau) liderados por oficiales del partido nazi quienes obedecían las órdenes del gobierno central. El 16 de mayo de 1933 Karl Kaufmann (1900-1969) fue nombrado como Reichsstatthalter (gobernador imperial o teniente imperial) en Hamburgo. El senado de Hamburgo había dimitido en marzo de 1933 y el Parlamento de Hamburgo eligió a Carl Vincent Krogmann (NSDAP) como alcalde.
En 1938 los límites de la ciudad se ampliaron con la Ley del Gran Hamburgo para incorporar Wandsbek, Harburgo, Wilhelmsburgo y Altona. El 1 de abril de 1938 se suprimió la Constitución de Hamburgo a través de la Ley imperial (en alemán, Reichsgesetz), el senado de Hamburgo fue disuelto y abolido el cargo de Primer Alcalde de Hamburgo. Hamburgo fue denominado Hansestadt Hamburg.

#### Segunda Guerra Mundial

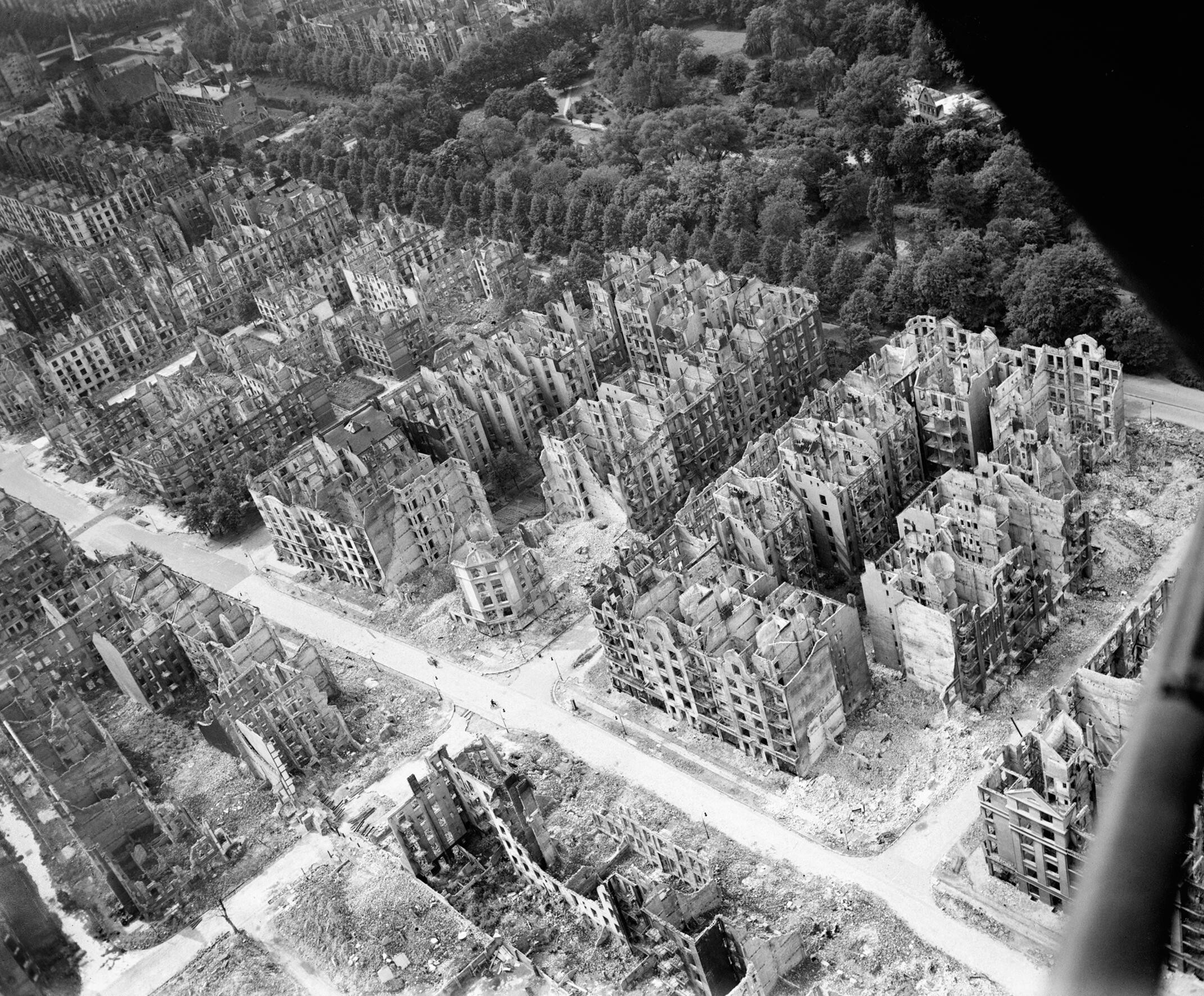
Hamburgo tras los bombardeos de 1943.

Durante la Segunda Guerra Mundial la ciudad fue devastada por bombardeos entre 1940-1945 (véase Bombardeo de Hamburgo); el nombre clave del principal ataque aliado fue Operación Gomorra (1943-1945), que provocó la muerte de alrededor de 42.000 civiles. Los bombarderos británicos arrojaron 23.000 toneladas de bombas, los estadounidenses 16.000 toneladas. Conforme continuaron los bombardeos, más y más personas se marcharon. Para mayo de 1945 medio millón de personas (35 %) habían huido. La Operación Gomorra fue llevada a cabo a partir de finales de julio de 1943, por la Royal Air Force (RAF) británica y las USAAF estadounidenses, y en su momento fue la mayor campaña de bombardeos de la historia de la guerra aérea. Los ataques se realizaron por orden del mariscal de la RAF Sir Arthur Harris, comandante en jefe del Mando de Bombardeo de la Real Fuerza Aérea británica (RAF Bomber Command).
Los bombardeos aliados dejaron una ciudad devastada, llegando a un grado de destrucción total superior al 70 %. Hamburgo se rindió a las fuerzas británicas el 3 de mayo de 1945.
Debido a los bombardeos y los nuevos criterios zonales de los años sesenta, la ciudad interior perdió gran parte de su pasado arquitectónico. Entre 1938 y 1945 en las cercanías de Hamburgo casi 70 000 personas perecieron en el campo de concentración del barrio hamburgués de Neuengamme, el campo de concentración de Neuengamme. Algunos de los edificios han sido conservados y sirven de memorial. Desde 1939 hasta 1945 más de medio millón de hombres, mujeres y niños — incluyendo prisioneros de guerra — se vieron obligados a trabajar para más de 900 empresas, viviendo en más de 1200 campos por todo Hamburgo. Algunos de estos campos tenían sólo 7 internos, otros eran conocidos por más de 1500 internos.

#### Después de la guerra

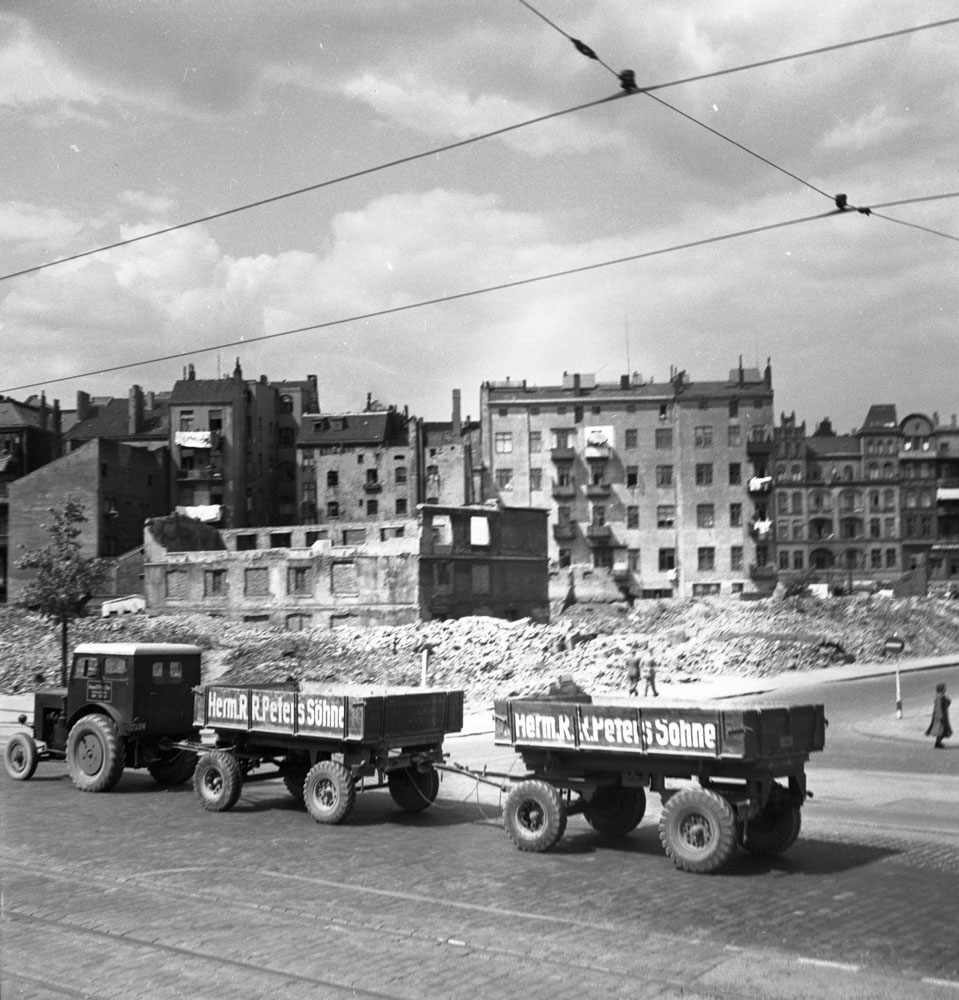
Limpiando escombros, Hamburgo en 1950.

Después del final de la Segunda Guerra Mundial hasta el final del Besatzungsstatut Hamburgo fue ocupada por los británicos desde 1945 hasta 1949. Especialmente George Ayscough Armytage y el gobernador Henry V. Berry se identificaron con la ciudad y trabajaron a través del gobierno indirecto, pidiendo a posibles habitantes de Hamburgo que asumieran cargos en la administración. Se llevó a cabo la desnazificación y la reconstrucción de la sociedad, por ejemplo en Hamburgo hubo importantes juicios por crímenes de guerra (Juicios de Ravensbrück) celebrados en la casa Curio en el barrio de Rotherbaum, y se estableció Radio Hamburgo, una estación de radio de telecomunicación pública, el 4 de mayo de 1945, incluso antes de la capitulación.
El Telón de Acero, a sólo 50 kilómetros al este de Hamburgo, separó de la ciudad la mayor parte de su interior y redujo aún más el comercio mundial de Hamburgo. El 16 de febrero de 1962 una severa tormenta causó el aumento de nivel del río Elba a su mayor altura de la historia, inundando una quinta parte de la ciudad de Hamburgo y matando a más de 300 personas.
También es conocido por ser el lugar en el que se desarrolló la famosa banda The Beatles a principios de los años sesenta en el barrio de St. Pauli.

### En elsigloXXI

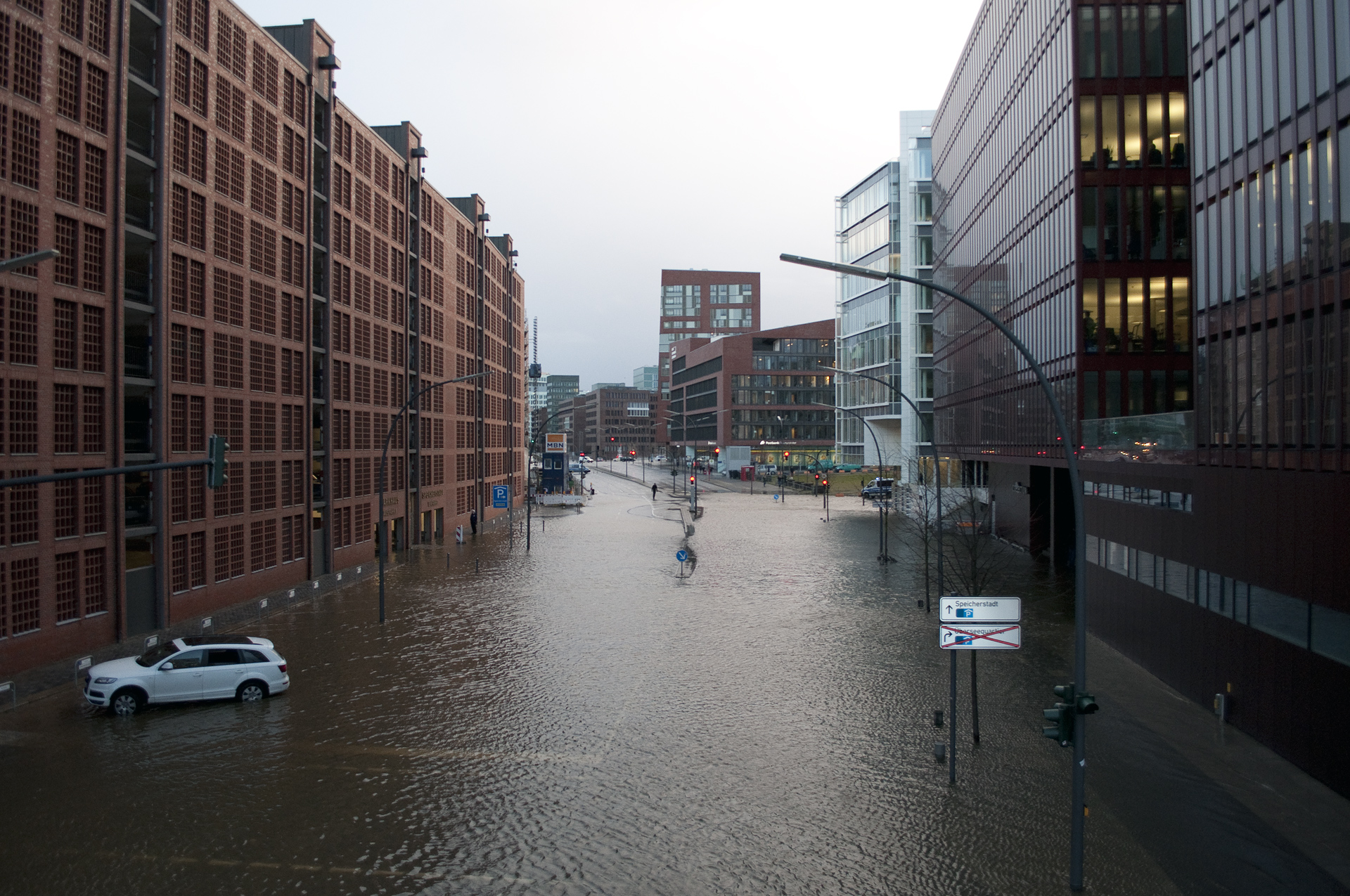
Inundaciones causadas por el ciclón Xaver en HafenCity el 6 de diciembre de 2013

Después de la reunificación alemana en 1990, y la adhesión de algunos de Europa oriental y Bálticos a la Unión Europea en 2004, el puerto de Hamburgo y Hamburgo ambicionan recuperar su posición como el puerto de aguas profundas más grande de la región para los contenedores de transporte marítimo y su principal centro comercial y de intercambio.
Un grupo de islamistas radicales que incluían estudiantes que con el tiempo pasarían a ser operativos claves en los ataques del 11 de septiembre, según las agencias de inteligencia alemana y estadounidense, fue llamada la célula de Hamburgo.
En enero de 2016 se registraron en Hamburgo 400 mujeres víctimas del escándalo de las agresiones sexuales de Nochevieja en Alemania.
El 7 y 8 de julio de 2017 se celebró una cumbre del G20 en Hamburgo, acompañada de protestas y revueltas.

### En alemán
- Verg, Erich; Verg, Martin (2007). Das Abenteuer das Hamburg heißt (en alemán) (4.ª edición). Hamburgo: Ellert&Richter. ISBN 978-3-8319-0137-1.
- Kopitzsch, Franklin; Tilgner, Daniel, eds. (2005). Hamburg Lexikon (en alemán) (3.ª edición) (Ellert&Richter). ISBN 3-8319-0179-1.